# جلفدرة (راز)
جلفدرة (بالفارسية: جلفدره) هي قرية تقع في إيران في قسم راز الريفي. يقدر عدد سكانها بـ 173 نسمة بحسب إحصاء 2016.